# Gustave Curot
Gustave Curot, né le 28 janvier 1920 à Chelles (Seine-et-Marne) et disparu le 24 septembre 1952 en mer Méditerranée avec son bâtiment, était un officier de marine français. 

## Biographie
Gustave Curot naît le 28 janvier 1920 à Chelles (Seine-et-Marne). Il réussit en 1939 le concours d'entrée à l'École navale. Il est nommé enseigne de vaisseau de 2e classe le 15 juillet 1940, et enseigne de vaisseau de 1re classe deux ans plus tard jour pour jour, le 15 juillet 1942. 
Gustave Curot sert dans la marine de Vichy, à bord du patrouilleur la Sétoise commandé par le lieutenant de vaisseau Jannot. Le 6 mars 1942 au matin, il est officier de quart sur la passerelle alors que son patrouilleur escorte un convoi de navires marchands. Il contribue à empêcher deux matelots du cargo Gabriel Guist'hau, qui souhaitent rallier la France libre, de détourner leur navire vers Gibraltar pour le livrer aux Britanniques. Les deux mutins sont arrêtés et ramenés à Oran. La cour martiale les condamne à mort le 13 mars. Ils sont fusillés à Mers el-Kébir le 23 mars 1942. L'un d'entre eux, Jacques Pillien, venait juste d’avoir 17 ans. Pour cette action, Gustave Curot reçoit un témoignage officiel de satisfaction le 25 mars 1942.
Le 26 décembre 1947, il est nommé lieutenant de vaisseau. Il reçoit le commandement du sous-marin la Sibylle, prêté par la Royal Navy à la Marine nationale pour l'entraînement. Le 24 septembre 1952, la Sibylle effectue des exercices de plongée au large des côtes de Provence, entre Toulon et le cap Camarat. Elle ne remonte jamais à la surface, et coule corps et biens avec ses 48 hommes d'équipage. Cette disparition soulève une vive émotion en France, mais aussi en Grande-Bretagne. La Royal Navy offre de participer aux recherches. Cependant la Sibylle est immédiatement considérée comme perdue. Le sous-marin repose par 700 mètres de fond. À une telle profondeur, la coque a été complètement disloquée par la pression de l'eau. Tout secours est absolument impossible. 

### Périodiques
- Jean Planchais, « En suprême hommage aux victimes l'escadre de la Méditerranée défile au large du Cap Camarat », Le Monde,‎ 27 septembre 1952 (lire en ligne).

### Liens web
- « Gustave Pierre Paul Curot (1920 - 1952) », sur Officiers et anciens élèves (consulté le 26 septembre 2020).
- « Curot Gustave, Pierre, Paul », sur Mémorial des officiers de marine, 1er janvier 2013 (consulté le 26 septembre 2020).
- Jean-Paul Nadeau et Claude Rogel, « Sibylle II », sur Sous-Marins Français Disparus & Accidents, 2020 (consulté le 26 septembre 2020).
- « Sibylle - Sous-marin », sur Mémorial national des marins morts pour la France (consulté le 26 septembre 2020).
- « Sibylle S 617 », sur Bases Sous-Marines, Sous-Marins et U-Boote, La Bataille de l'Atlantique (consulté le 26 septembre 2020).
- (en) Sergio De Phocée, « Sibylle (S617) [+1952] », sur The Wrecksite, 8 janvier 202 (consulté le 26 septembre 2020).
- Dominique Collemant, « Sibylle », sur Anciens Cols Bleus et Pompons Rouges. Forum de discussions pour les anciens de la Marine Nationale, mer 1 juin 2011 (consulté le 26 septembre 2020).